# Gole del Sosio
Le gole del Sosio (Listi dû firriatu in siciliano) costituiscono un canyon naturale nei territori di Burgio (nell'agrigentino), Chiusa Sclafani e Palazzo Adriano (nel palermitano), comuni italiani della Sicilia.
Il canyon, profondo e roccioso, è lungo 8 km. Si trova all'interno dell'ex parco dei Monti Sicani, soppresso il 23 luglio 2019; di conseguenza, le Gole del Sosio sono tornate a far parte della ripristinata Riserva Naturale Orientata Monti di Palazzo Adriano e Valle del Sosio.